# 大阪国際がんセンター
大阪国際がんセンター（おおさかこくさいがんセンター、Osaka International Cancer Institute）は、大阪府大阪市中央区にある医療機関・研究所。成人病を専門としている。運営する地方独立行政法人大阪府立病院機構の本部事務局が敷地内にある。
病院は特定機能病院に位置づけられている。大学付属病院以外で特定機能病院として認められているのは2013年現在、本病院と国立循環器病研究センター病院、国立がん研究センター中央病院、がん研究会有明病院、国立国際医療研究センター病院、静岡県立静岡がんセンターである。
2017年（平成29年）3月までは「大阪府立成人病センター」の名称で大阪市東成区中道1-3-3に所在したが、施設の老朽化が進んだことから現在地へ新築移転し、名称も地方独立行政法人大阪府立病院機構 大阪国際がんセンターに変更となった。
略称としてはがんセンターが広く知られている。

## 指定
- 特定機能病院
- 日本医療機能評価機構認定病院
- 臨床研修指定病院
- 都道府県がん診療連携拠点病院

## 診療科
- がん専門診療科
  - 内科

消化器内科、 消化器検診科、呼吸器内科、 血液・化学療法科、 臨床腫瘍科
  - 外科

消化器外科、 呼吸器外科、 乳腺・内分泌外科（乳腺、甲状腺）、 脳神経外科、 婦人科、 泌尿器科、 耳鼻咽喉科（頭頚部外科）、 整形外科、 放射線治療科
- 循環器病専門診療科（心臓疾患、脳卒中等）
  - 内科

循環器内科、 脳循環内科
  - 外科

心臓血管外科（循環動態診療科）、 脳神経科、 眼科、 脳神経外科
- 検診部（消化器検診科、 精密診断科（人間ドック））
- 中央手術科
- 検査診断科

アイソトープ診療科、 放射線診断科、 臨床検査科、 病理・細胞診断科

## 交通アクセス
- Osaka Metro谷町線・中央線「谷町四丁目駅」徒歩1分

## 不祥事

### 医療機器の再使用
メスなど一度しか使用できない医療機器を、複数の病院が滅菌し再使用していた問題が判明したのを受け、大阪府立病院機構が調査したところ、同機構に属する病院において、推定計約4,600件の再使用があったことが明らかになった。このうち同センターでは435件の再使用が判明した。